# Teorema dei lavori virtuali
In fisica ed ingegneria, il teorema dei lavori virtuali o principio dei lavori virtuali (spesso indicato come PLV) afferma che per un sistema in equilibrio statico ad ogni spostamento virtuale infinitesimo nello spazio delle fasi è associato un lavoro meccanico nullo. Si parla in tale contesto di lavoro virtuale, il lavoro meccanico di una forza relativo ad uno spostamento virtuale infinitesimo (un cambiamento istantaneo di coordinate).
Siano {\displaystyle \mathbf {q} =q_{1},q_{2},\dots } le coordinate generalizzate del sistema e {\displaystyle F_{j}} la j-esima risultante delle {\displaystyle m} forze agenti nella direzione {\displaystyle q_{j}}. Il teorema stabilisce che ad una variazione {\displaystyle \delta \mathbf {q} } rispetto alla posizione di equilibrio è associato un lavoro nullo:
{\displaystyle \sum _{j=1}^{m}F_{j}\delta q_{j}=0}
dove {\displaystyle \delta W_{j}=F_{j}\delta q_{j}} è il lavoro di {\displaystyle F_{j}} relativo allo spostamento infinitesimo {\displaystyle \delta q_{j}}.
In altri termini, il lavoro svolto dalle forze esterne su un solido continuo deformato è uguale a quello svolto dalle forze interne. Il termine "virtuale" indica che il teorema è valido per lavori calcolati per un dato sistema qualsiasi di forze esterne (forze di superficie e di volume) equilibrato con le tensioni unitarie, e per un qualsiasi campo di spostamenti congruente con le deformazioni unitarie ma non necessariamente conseguente al sistema di forze esterne applicate.
Il teorema dei lavori virtuali può essere esteso a sistemi discreti di corpi (internamente continui) tra loro vincolati.

## Lavoro virtuale
Data una particella {\displaystyle P} che si muove lungo una traiettoria {\displaystyle \mathbf {r} (t)} tra i punti {\displaystyle A} e {\displaystyle B} soggetta ad una forza {\displaystyle \mathbf {F} }, il lavoro compiuto da {\displaystyle \mathbf {F} } è:
{\displaystyle W=\int _{\mathbf {r} (t_{0})=A}^{\mathbf {r} (t_{1})=B}\mathbf {F} \cdot d\mathbf {r} =\int _{t_{0}}^{t_{1}}\mathbf {F} \cdot \mathbf {v} dt}
dove {\displaystyle d\mathbf {r} } è l'elemento infinitesimo della curva {\displaystyle \mathbf {r} (t)} e {\displaystyle \mathbf {v} (t)} è la velocità di {\displaystyle P}.
Il lavoro di {\displaystyle \mathbf {F} } per una particella {\displaystyle P'} che compie uno spostamento virtuale muovendosi lungo una traiettoria che differisce per una variazione {\displaystyle \delta \mathbf {r} (t)=\epsilon \mathbf {h} (t)} da {\displaystyle \mathbf {r} (t)}, tra i punti {\displaystyle A} e {\displaystyle B} è:
{\displaystyle W'=\int _{A}^{B}\mathbf {F} \cdot d(\mathbf {r} +\epsilon \mathbf {h} )=\int _{t_{0}}^{t_{1}}\mathbf {F} \cdot (\mathbf {v} +\epsilon {\dot {\mathbf {h} }})dt}
Si può definire il lavoro "virtuale" come la differenza:
{\displaystyle \delta W=W'-W=\int _{t_{0}}^{t_{1}}(\mathbf {F} \cdot \epsilon {\dot {\mathbf {h} }})dt}

## Spostamenti rigidi
Si consideri una struttura non deformabile in equilibrio. Su ogni punto agiscono la risultante {\displaystyle \mathbf {N} _{i}} dei carichi esterni, la risultante {\displaystyle \mathbf {C} _{i}} delle forze di coesione e la risultante {\displaystyle \mathbf {R} _{i}} delle reazioni vincolari in modo tale che:
{\displaystyle \mathbf {N} _{i}+\mathbf {C} _{i}+\mathbf {R} _{i}=0}
Imponendo uno spostamento infinitesimo {\displaystyle \delta } alla struttura, nell'i-esimo punto si verifica che il lavoro virtuale delle forze durante il suo tragitto {\displaystyle \delta _{i}} è:
{\displaystyle \mathbf {N} _{i}\mathbf {\delta } _{i}+\mathbf {C} _{i}\mathbf {\delta } _{i}+\mathbf {R} _{i}\mathbf {\delta } _{i}=0}
ovvero {\displaystyle L_{e}+L_{c}+L_{r}=0}.
Poiché lo spostamento è di tipo rigido (non si hanno movimenti relativi tra i punti) per il principio di azione e reazione le forze di coesione sono uguali e contrarie tra loro, e di conseguenza lo sono anche i loro lavori. La somma è quindi nulla: {\displaystyle L_{c}=0}. Se si considera che i vincoli bilaterali non compiono lavoro a meno di attrito allora anche le reazioni vincolari non compiono lavoro, ovvero {\displaystyle L_{r}=0}. L'equazione si riduce dunque a {\displaystyle L_{e}=0}, ovvero il lavoro compiuto da un sistema di forze equilibrato in uno spostamento rigido è nullo.

## Spostamenti con deformazione del materiale
Si consideri il caso in cui il campo di spostamenti comporta la deformazione del corpo. Si ha che il lavoro delle forze di coesione non può essere nullo, e considerando nuovamente il postulato di Fourier si ha che:
{\displaystyle \mathbf {N} _{i}\mathbf {\delta } _{i}+\mathbf {C} _{i}\mathbf {\delta } _{i}+\mathbf {R} _{i}\mathbf {\delta } _{i}=0}
ovvero:
{\displaystyle L_{e}=L_{i}}
Per dimostrare ciò, si considerino le tensioni agenti nel piano xy del parallelepipedo generico {\displaystyle dV=dx\,dy\,dz} del solido di Cauchy giacente nello spazio cartesiano {\displaystyle \mathbb {R} ^{3}} e le relative 3 componenti di deformazione assiale e angolare, in figura a lato.
Si può quindi determinare il lavoro interno compiuto dalle forze (tensioni moltiplicate per l'area in cui agiscono) negli spostamenti dovuti alle 6 componenti di deformazione:
{\displaystyle (\varepsilon _{x},\varepsilon _{y},\varepsilon _{z},\gamma _{xz},\gamma _{yz},\gamma _{xy})}
Essendo nell'ambito della cinematica linearizzata, ovvero considerando una teoria del primo ordine per cui si considerano spostamenti infinitesimi e angoli approssimati alla loro tangente, verranno trascurati gli infinitesimi del quarto ordine ovvero tutti i termini contenenti o {\displaystyle dx^{2}} o {\displaystyle dy^{2}} o {\displaystyle dz^{2}}:
{\displaystyle L(\varepsilon _{x})=\sigma _{x}\varepsilon _{x}dV\qquad L(\varepsilon _{y})=\sigma _{y}\varepsilon _{y}dV\qquad L(\gamma _{xy})=\tau _{xy}\gamma _{xy}dV}
Le componenti {\displaystyle \varepsilon _{z}}, {\displaystyle \gamma _{xz}} e {\displaystyle \gamma _{yz}} fanno compiere un lavoro trascurabile alle tensioni su xy e valgono le stesse identiche considerazioni fatte per le {\displaystyle \varepsilon _{x}}, {\displaystyle \varepsilon _{y}} e {\displaystyle \gamma _{xy}}. Si deduce che per ogni faccia il lavoro è dato dalla componente della tensione per la componente della deformazione associata.
L'espressione del lavoro interno è quindi:
{\displaystyle L_{i}=\iiint _{v}(\sigma _{x}\varepsilon _{x}+\sigma _{y}\varepsilon _{y}+\sigma _{z}\varepsilon _{z}+\tau _{xy}\gamma _{xy}+\tau _{xz}\gamma _{xz}+\tau _{yz}\gamma _{yz})dV}
Si esprime il lavoro esterno come:
{\displaystyle L_{e}=\iint _{S}(f_{x}\ u+f_{y}\ v+f_{z}\ w)dS+\iiint _{V}(X\ u+Y\ v+Z\ w)dV}
con {\displaystyle u}, {\displaystyle v} e {\displaystyle w} gli spostamenti; {\displaystyle f_{x}}, {\displaystyle f_{y}} e {\displaystyle f_{z}} sono le componenti della risultante delle forze di superficie, mentre {\displaystyle X}, {\displaystyle Y} e {\displaystyle Z} sono le componenti della risultante delle forze di volume.
Si devono applicare le equazioni di equilibrio, di bilancio e di congruenza del solido continuo considerando che {\displaystyle l}, {\displaystyle m} e {\displaystyle n} sono i coseni direttori della normale al piano tangente alla superficie del solido e ricordando la reciprocità delle tensioni tangenziali e delle relative distorsioni angolari.
Equilibrio:
{\displaystyle \left\{{\begin{matrix}{\frac {\partial \sigma _{x}}{\partial _{x}}}+{\frac {\partial \tau _{yx}}{\partial _{y}}}+{\frac {\partial \tau _{zx}}{\partial _{z}}}+X=0\\{\frac {\partial \tau _{xy}}{\partial _{x}}}+{\frac {\partial \sigma _{y}}{\partial _{y}}}+{\frac {\partial \tau _{zy}}{\partial _{z}}}+Y=0\\{\frac {\partial \tau _{xz}}{\partial _{x}}}+{\frac {\partial \tau _{zy}}{\partial _{y}}}+{\frac {\partial \sigma _{z}}{\partial _{z}}}+Z=0\\\end{matrix}}\right.}
Bilancio:
{\displaystyle \left\{{\begin{matrix}f_{x}=\sigma _{x}\ l+\tau _{yx}\ m+\tau _{zx}\ n\\f_{y}=\tau _{xy}\ l+\sigma _{y}\ m+\tau _{zy}\ n\\f_{z}=\tau _{xz}\ l+\tau _{yz}\ m+\sigma _{z}\ n\\\end{matrix}}\right.}
Congruenza:
{\displaystyle \left\{{\begin{matrix}{\frac {\partial u}{\partial x}}=\varepsilon _{x}\\{\frac {\partial v}{\partial y}}=\varepsilon _{y}\\{\frac {\partial w}{\partial z}}=\varepsilon _{z}\\{\frac {\partial u}{\partial y}}+{\frac {\partial v}{\partial x}}=\gamma _{xy}\\{\frac {\partial u}{\partial z}}+{\frac {\partial w}{\partial x}}=\gamma _{xz}\\{\frac {\partial v}{\partial z}}+{\frac {\partial w}{\partial y}}=\gamma _{zy}\\\end{matrix}}\right.}
Si consideri ora il primo termine dell'espressione del lavoro esterno e si sostituiscano le espressioni precedentemente scritte:
{\displaystyle L_{e},S=\iint _{S}[(\sigma _{x}\ l+\tau _{xy}\ m+\tau _{zx}\ n)\ u+(\tau _{xy}\ l+\sigma _{y}\ m+\tau _{zy}\ n)\ v+(\tau _{xz}\ l+\tau _{yz}\ m+\sigma _{z}\ n)\ w]dS}
Si trasformi ora questo integrale di superficie in un integrale di volume tramite il teorema della divergenza:
{\displaystyle \oint _{[S]}\mathbf {F} \cdot \mathbf {N} \ ds=\iiint _{D}div\mathbf {F} \ dxdydz}
raggruppando le funzioni "tensione per spostamento" e i coseni direttori e sommando poi anche la seconda parte dell'espressione del lavoro esterno:
{\displaystyle L_{e},S=\iint _{S}([(\sigma _{x}\ u)+(\tau _{xy}\ v)+(\tau _{zx}\ w)]\ l+[(\tau _{xy}\ u)+(\sigma _{y}\ v)+(\tau _{yz}\ w)]\ m+[(\tau _{xz}\ u)+(\tau _{yz}\ v)+(\sigma _{z}\ w)]\ n)dS}
{\displaystyle L_{e}=\iiint _{V}\left[{\frac {\partial (\sigma _{x}\ u)}{\partial x}}+{\frac {\partial (\tau _{xy}\ u)}{\partial y}}+{\frac {\partial (\tau _{xz}\ u)}{\partial z}}+{\frac {\partial (\tau _{xy}\ v)}{\partial x}}+{\frac {\partial (\sigma _{y}\ v)}{\partial y}}+{\frac {\partial (\tau _{zy}\ v)}{\partial z}}+{\frac {\partial (\tau _{xz}\ w)}{\partial x}}+{\frac {\partial (\tau _{yz}\ w)}{\partial y}}+{\frac {\partial (\sigma _{z}\ w)}{\partial z}}\right]dV+}
{\displaystyle +\iiint _{V}(X\ u+Y\ v+Z\ w)dV}
Si riuniscano gli integrali e si raggruppino i termini:
{\displaystyle L_{e}=\iiint _{V}\left[\left({\frac {\partial \sigma _{x}}{\partial x}}+{\frac {\partial \tau _{xy}}{\partial y}}+{\frac {\partial \tau _{xz}}{\partial z}}+X\right)\ u+\left({\frac {\partial \tau _{xy}}{\partial x}}+{\frac {\partial \sigma _{y}}{\partial y}}+{\frac {\partial \tau _{yz}}{\partial z}}+Y\right)\ v+\left({\frac {\partial \tau _{xz}}{\partial x}}+{\frac {\partial \tau _{yz}}{\partial y}}+{\frac {\partial \sigma _{z}}{\partial z}}+Z\right)\ w+\sigma _{x}{\frac {\partial u}{\partial x}}+\sigma _{y}{\frac {\partial v}{\partial y}}+\sigma _{z}{\frac {\partial w}{\partial z}}+\tau _{xy}\left({\frac {\partial u}{\partial y}}+{\frac {\partial v}{\partial x}}\right)+\tau _{xz}\left({\frac {\partial u}{\partial z}}+{\frac {\partial w}{\partial x}}\right)+\tau _{yz}\left({\frac {\partial w}{\partial y}}+{\frac {\partial v}{\partial z}}\right)\right]dV}
I primi tre polinomi tra parentesi sono nulli:
{\displaystyle \left({\frac {\partial \sigma _{x}}{\partial x}}+{\frac {\partial \tau _{xy}}{\partial y}}+{\frac {\partial \tau _{xz}}{\partial z}}+X\right)u=\left({\frac {\partial \tau _{xy}}{\partial x}}+{\frac {\partial \sigma _{y}}{\partial y}}+{\frac {\partial \tau _{yz}}{\partial z}}+Y\right)v=\left({\frac {\partial \tau _{xz}}{\partial x}}+{\frac {\partial \tau _{yz}}{\partial y}}+{\frac {\partial \sigma _{z}}{\partial z}}+Z\right)w=0}
in quanto coincidono con quelli delle equazioni di equilibrio. Sostituendo ai restanti termini le espressioni delle equazioni di congruenza si ottiene:
{\displaystyle L_{e}=\iiint _{v}(\sigma _{x}\varepsilon _{x}+\sigma _{y}\varepsilon _{y}+\sigma _{z}\varepsilon _{z}+\tau _{xy}\gamma _{xy}+\tau _{xz}\gamma _{xz}+\tau _{yz}\gamma _{yz})dV}
ovvero l'espressione del lavoro esterno è identica a quella del lavoro interno.

## Applicazioni
Il teorema può esser utilizzato come punto di partenza tramite il quale definire equazioni di equilibrio o di congruenza della struttura. 
Ciò permette di determinare forze o soprattutto spostamenti incogniti utilizzando la tecnica della forza fittizia unitaria applicata nello stesso punto e verso dello spostamento cercato.

### Trave piana
Per i sistemi di trave piana è possibile riscrivere facilmente l'espressione del lavoro interno in termini di deformazioni e sollecitazioni.
Si consideri un sistema di riferimento cartesiano nel quale l'asse x coincida con l'asse della trave e quindi gli assi y e z definiscano il piano su cui giacciono le infinite sezioni.
Nel caso piano si ha lo sforzo assiale {\displaystyle N} al quale corrisponde la deformazione longitudinale {\displaystyle \varepsilon }, la flessione {\displaystyle M} alla quale corrisponde la curvatura dell'asse della trave {\displaystyle \chi } e lo sforzo di taglio al quale corrisponde una distorsione media della sezione {\displaystyle \gamma }. Utilizzando le soluzioni della trave di De Saint Venant si ha:
{\displaystyle \sigma _{y}={\frac {N}{A}}+{\frac {M}{I}}y} e {\displaystyle \tau _{yz}={\frac {T}{qA}}}
dove {\displaystyle q} è il fattore di taglio, che indica la quota parte di area della sezione reagente a taglio.
Si sostituiscano le relazioni nell'espressione del lavoro interno considerando sempre il caso piano:
{\displaystyle L_{i}=\iiint _{V}\left[\left({\frac {N}{A}}+{\frac {M}{I}}y\right)\ \varepsilon +\left({\frac {T}{qA}}\right)\ \gamma _{yz}\right]dV}
L'espressione è scomponibile in un integrale di superficie sulla sezione della trave e in un integrale di linea lungo l'asse della trave:
{\displaystyle L_{i}=\int _{l}\left[\iint _{A}{\frac {N}{A}}\varepsilon dA+\iint _{A}{\frac {M}{I}}y\varepsilon dA+\iint _{A}{\frac {T}{qA}}\gamma _{yz}dA\right]dl}
Le quantità {\displaystyle \varepsilon } e {\displaystyle \chi } sono legate dalla relazione {\displaystyle \varepsilon =\chi y}; {\displaystyle I} è il momento di inerzia della sezione ed è per definizione:
{\displaystyle I=\int _{A}y^{2}dA}
N,M,T,A,Χ,q,I sono costanti nella sezione e per le travi la deformazione dovuta al taglio è trascurabile. Si ha quindi:
{\displaystyle L_{i}=\int _{l}(N\varepsilon +M\chi )dl}.

### Abbassamenti e rotazioni
È possibile conoscere direttamente l'abbassamento della trave in un punto senza calcolare l'intera equazione della linea elastica. Si consideri ad esempio il caso elementare di trave appoggiata lunga L con carico uniformemente distribuito Q. Per il calcolo dell'abbassamento massimo in mezzeria si applica il principio:
{\displaystyle 1\ \delta =\int _{l}M\chi \ dl}
con {\displaystyle 1} (forza fittizia unitaria applicata in mezzeria e diretta verso il basso) equilibrato con {\displaystyle M} e {\displaystyle \delta } (l'abbassamento incognito) congruente con {\displaystyle \chi }. Essendo scomodo calcolare la curvatura si sfrutta il legame costitutivo per cui {\displaystyle M=EI\chi } dove {\displaystyle E} è il modulo di elasticità del materiale della trave e {\displaystyle I} il suo momento d'inerzia. Si ha quindi la nota espressione della formula approssimata dello spostamento:
{\displaystyle \delta =\int _{l}M'\ {\frac {M}{EI}}\ dl}
con {\displaystyle M'} l'equazione del momento dovuto alla sola forza applicata sulla trave e {\displaystyle M} l'equazione del momento relativo allo schema reale e congruente di carico ripartito. Discorso analogo per il calcolo delle rotazioni di un punto della struttura (applicando in questo caso un momento unitario nel punto d'interesse).
Per le travi reticolari con aste di lunghezza {\displaystyle l} e area {\displaystyle A} si può calcolare direttamente:
{\displaystyle \delta =\sum _{i}N'_{i}\left({\frac {N}{EA}}_{i}\right)\ l_{i}}

### Strutture iperstatiche
Per risolvere le strutture iperstatiche oltre alle equazioni di equilibrio della statica sono necessarie anche quelle di congruenza che impongono le deformazioni nei punti corrispondenti ai vincoli sovrabbondanti considerati. Si consideri ad esempio lo schema di mensola appoggiata con carico uniformemente ripartito (struttura 1 volta iperstatica) e si consideri l'appoggio come vincolo sovrabbondante. Per la risoluzione è necessario considerare lo schema statico equivalente di mensola appoggiata con carico uniformemente ripartito e forza {\displaystyle X} verso l'alto al posto del vincolo tale da imporre che l'abbassamento in quel punto sia nullo. Ciò equivale a considerare una forza unitaria applicata nel vincolo diretta verso il basso scalata proprio di {\displaystyle X}. Si ha quindi l'espressione:
{\displaystyle \delta =\int _{l}M'\ {\frac {M_{0}+XM'}{EI}}\ dl=0}
con {\displaystyle M_{0}} equazione del momento dovuta alla sola presenza del carico, dalla quale si può ricavare l'incognita {\displaystyle X} e risolvere quindi la struttura.

### Cedimenti vincolari imposti
Nelle strutture isostatiche i cedimenti vincolari {\displaystyle \delta }, ovvero variazioni di posizione permanente del vincolo, vengono assorbiti tramite moti di corpo rigido (rotazione o traslazione). Nelle strutture iperstatiche la soluzione tramite PLV è semplicemente data dalla relazione precedente ora eguagliata a {\displaystyle \delta } (valore noto). In assenza di carichi si ha:
{\displaystyle V=\int _{l}{\frac {X\ M'^{2}}{EI}}dl=\delta }
ovvero la sollecitazione che subisce la struttura dipende dalla sua rigidezza flessionale:
{\displaystyle V=\delta EI}

### Variazioni termiche
Una trave soggetta ad una variazione termica lineare tra il suo estradosso e intradosso subisce delle deformazioni lungo la sezione; la deformazione longitudinale è:
{\displaystyle \varepsilon _{m}^{T}=\alpha T_{m}}
mentre la curvatura dell'asse della trave è:
{\displaystyle \chi ^{T}={\frac {\alpha \Delta T}{h}}}
con {\displaystyle T_{m}} la temperatura media riferita al baricentro della sezione, {\displaystyle \Delta T} la variazione di temperatura tra estradosso e intradosso, {\displaystyle h} l'altezza della sezione e {\displaystyle \alpha } la dilatazione termica considerata dalle normative sull'acciaio e sul c.a., pari a 10−5 °C−1.
Nelle strutture isostatiche la deformazione è libera mentre in quelle iperstatiche è bloccata da vincoli pertanto nasceranno delle sollecitazioni interne.
Poiché si conosce direttamente il termine cinematico della deformazione per le soluzioni delle travi non è necessario calcolarsi l'{\displaystyle M_{0}} dovuto all'azione termica ma si considera direttamente {\displaystyle \varepsilon _{m}^{T}} e {\displaystyle \chi ^{T}} rispetto all'applicazione della forza unitaria nel punto di vincolo sovrabbondante:
{\displaystyle \chi ^{T}={\frac {M_{0}}{EI}}\qquad \varepsilon _{m}^{T}={\frac {N_{0}\ L}{EA}}}
Nel caso ad esempio della precedente mensola appoggiata ora sottoposta a semplice variazione termica si impone nell'appoggio lo spostamento nullo, ovvero:
{\displaystyle \delta =\int _{l}M'\chi ^{T}+{\frac {XM'^{2}}{EI}}\ dl=0}